# Myele Manzanza
Myele Manzanza (* um 1988) ist ein neuseeländischer Jazz- und Fusionmusiker (Schlagzeug, auch Keyboards, Komposition).

## Leben und Wirken
Manzanza wuchs in Wellington in einer Musikerfamilie auf; sein Vater ist der aus dem Kongo stammende Perkussionist Sam Manzanza, der ihn afrikanische Rhythmen lehrte und in seiner Afrobeat Band auftreten ließ. Mit 14 Jahren wechselte er ans Schlagzeug. International bekannt wurde er seit 2007 als Schlagzeuger des Psychedelic Soultrios Electric Wire Hustle, dem er bis 2013 angehörte. 2010 nahm er an der Red Bull Music Academy London teil (er ist in unterschiedlichen Konstellationen auf dem resultierenden Sampler dokumentiert). Auch arbeitete er mit den Benny Tones, Funkommunity und Ross McHenry. 2014 tourte er mit Theo Parrish durch Europa.
2013 legte Manzanza unter eigenem Namen sein Debütalbum One vor, das selbst produziert und stark am Computer nachbearbeitet eine Mischung von Soundcollagen über Electronica bis hin zu dancefloor-gängigen Beats vorstellt. 2016 folgte mit OnePointOne ein Live-Album, das er mit Trio, Streichquartett und Vokalisten aufgenommen hatte und „seine Fähigkeiten als Bandleader und Live-Drummer eindrucksvoll unter Beweis stellt“. 2019 erschien mit A Love Requited bei First World sein drittes Album, das seine „beachtlichen“ Kompositionen mit mehreren Bläsern und „einer hochkarätigen Band“ präsentiert. Auch arbeitete er mit dem Adelaide Symphone Orchestra und mit Marcus Strickland zusammen. 2021 legte Manzanza das Album Crisis and Opportunity, Vo.1 - London (Deep Matter) vor, an dem u. a. Ashley Henry, James Copus, George Crowley, Benjamin Muralt beteiligt waren.